# Jonathan Noyce
Jonathan Mark Thomas Noyce (15. července 1971 v Sutton Coldfield, Warwickshire, Spojené království) je britský rockový hudebník.
Byl baskytaristou ve skupině Jethro Tull od roku 1995, u Gary Moorea od roku 2005 a ve skupině Archive od roku 2007.